# Damenbundesliga 2008 (Football)
Die Damenbundesliga (DBL) Saison 2008 war die 19. Spielzeit in der höchsten Spielklasse des American Football in Deutschland für Frauen. Parallel dazu wurde erstmals seit 1995 wieder eine zweite, untergeordnete Liga gegründet, die Damenaufbauliga.
Das Eröffnungsspiel der Saison 2008 bestritten die Munich Cowboys Ladies gegen die Nürnberg Hurricanes am 27. April 2008 um 14 Uhr. Die DBL-Saison 2008 wurde von April bis September ausgetragen. Im Anschluss an die reguläre Saison fanden ein Halbfinale und das Finale, der Ladiesbowl XVII statt.
Das Finale wurde am 21. September in Flensburg ausgetragen. Sich gegenüber standen die amtierenden Deutschen Meisterinnen, die Berlin Kobra Ladies und amtierenden Vizemeisterinnen, die Nürnberg Hurricanes, wobei Berlin den Meistertitel mit 40:37 verteidigen konnte.

## Modus
In der Saison 2009 traten insgesamt acht Teams in zwei getrennten Gruppen an (vier pro Gruppe). Jede dieser Gruppen trägt ein doppeltes Rundenturnier aus, wobei jedes Team einmal das Heimrecht genießt. Nach jeder Partie erhält die siegreiche Mannschaft zwei und die besiegte null Punkte. Bei einem Unentschieden erhält jede Mannschaft einen Punkt. Die Punkte des Gegners werden als Minuspunkte gerechnet. Nach Beendigung des Rundenturniers wird eine Rangliste ermittelt, bei der zunächst die Anzahl der erzielten Punkte entscheidend ist. Bei Punktgleichheit entscheidet der direkte Vergleich.
Nach den Rundenturnieren spielen die jeweils drei bestplatzierten Mannschaften in zwei Play-off-Runden um die Deutsche Meisterschaft.

Pro Gruppe qualifizieren sich zwei Teams für die Play-offs. In der ersten Runde der Play-offs, dem Halbfinale, spielen die Erst- und Zweitplatzierten der Gruppen jeweils über Kreuz gegeneinander. Hierbei genießen die Gruppenersten Heimrecht. Wer im Halbfinale gewinnt, spielt anschließend im Ladiesbowl gegeneinander.

## Teams
In der Gruppe Nord haben die folgenden Teams am Ligabetrieb teilgenommen:
- Hamburg Amazons
- Düsseldorf Pantherladies (zuvor in Gruppe Süd)
- Mülheim Shamrocks (zuvor in Gruppe Süd)
- Spielgemeinschaft Flensburg Sealadies/Kiel Baltic Witches (Flensburg erstmals teilgenommen, Kiel zurück nach einem Pausejahr)

In der Gruppe Süd haben die folgenden Teams am Ligabetrieb teilgenommen:
- Berlin Kobra Ladies (zuvor in Gruppe Nord)
- Dresden Diamonds
- Munich Cowboys Ladies
- Nürnberg Hurricanes

## Saisonverlauf
In diesem Jahr traten acht Teams in der DBL an. Während die Braunschweig Lady Lions und die Bochum Miners in die neue Aufbauliga gewechselt waren und die Berlin Kobra Ladies, Mülheim Shamrocks und die Düsseldorf Pantherladies die Gruppen tauschten, kehrten die Kiel Baltic Witches in einer Spielgemeinschaft mit den Flensburg Sealadies zurück.
Gruppensiegerinnen in der Nord-Gruppe wurden die Hamburg Amazons, die im Halbfinale mit 7:14 gegen die Berlin Kobra Ladies verloren. Gruppenzweite wurden die Mülheim Shamrocks.
Südmeisterinnen wurden wie im Vorjahr die Nürnberg Hurricanes vor den Berlin Kobra Ladies. Im Halbfinale gewannen sie mit 19:7 gegen die Mülheim Shamrocks und standen damit im Finale gegen Berlin.
Das Saisonfinale, der Ladiesbowl XVII, fand am 21. September auf dem Eckener Platz in Flensburg statt. Nach einem 20:20-Unentschieden zur Halbzeit konnte sich Berlin nach einer ebenso knappen zweiten Spielhälfte mit 40:37 durchsetzen. Für die Berlinerinnen war es der zweite Meisterschaftstitel insgesamt und in Folge.

### Abschlusstabellen
| Gruppe Nord | Gruppe Nord              | Gruppe Nord | Gruppe Nord | Gruppe Nord | Gruppe Nord | Gruppe Nord | Gruppe Nord |    | Gruppe Süd            | Gruppe Süd | Gruppe Süd | Gruppe Süd | Gruppe Süd | Gruppe Süd | Gruppe Süd | Gruppe Süd |
| #           | Team                     | Punkte      | Sp          | S           | U           | N           | TD-Pkt.     | #  | Team                  | Punkte     | Sp         | S          | U          | N          | TD-Pkt.    |            |
| ----------- | ------------------------ | ----------- | ----------- | ----------- | ----------- | ----------- | ----------- | -- | --------------------- | ---------- | ---------- | ---------- | ---------- | ---------- | ---------- | ---------- |
| 1.          | Hamburg Amazons          | 8:4         | 6           | 4           | 0           | 2           | 145:68      | 1. | Nürnberg Hurricanes   | 10:2       | 6          | 5          | 0          | 1          | 246:69     |            |
| 2.          | Mülheim Shamrocks        | 8:4         | 6           | 4           | 0           | 2           | 115:55      | 2. | Berlin Kobra Ladies   | 10:2       | 6          | 5          | 0          | 1          | 173:122    |            |
| 3.          | Düsseldorf Pantherladies | 7:5         | 6           | 3           | 1           | 2           | 56:53       | 3. | Munich Cowboys Ladies | 4:8        | 6          | 2          | 0          | 4          | 58:106     |            |
| 4.          | SG Flensburg/Kiel        | 1:11        | 6           | 0           | 1           | 5           | 25:165      | 4. | Dresden Diamonds      | 0:12       | 6          | 0          | 0          | 6          | 20:200     |            |

Erläuterung: Qualifikation für Play-offs, Stand: 21. September 2008 (Saisonende)

### Play-offs
|  | Halbfinale | Halbfinale          | Halbfinale |  |  | Ladiesbowl XVII | Ladiesbowl XVII     | Ladiesbowl XVII |
|  |            |                     |            |  |  |                 |                     |                 |
|  |            |                     |            |  |  |                 |                     |                 |
|  | N1         | Hamburg Amazons     | 7          |  |  |                 |                     |                 |
|  | S2         | Berlin Kobra Ladies | 13         |  |  |                 |                     |                 |
|  |            |                     |            |  |  | S2              | Berlin Kobra Ladies | 40              |
|  |            |                     |            |  |  | S1              | Nürnberg Hurricanes | 37              |
|  | S1         | Nürnberg Hurricanes | 19         |  |  |                 |                     |                 |
|  | N2         | Mülheim Shamrocks   | 7          |  |  |                 |                     |                 |
|  |            |                     |            |  |  |                 |                     |                 |

Halbfinale
|                 |                              |  |                 |                          |                     |  |           |
|                 | Hamburg 13.09.2008 15:00 Uhr |  | Hamburg Amazons | \| \| 7 : 14 \| \| \| \| | Berlin Kobra Ladies |  | Homefield |
| (0:0, 0:7, 7:0) | Hamburg 13.09.2008 15:00 Uhr |  | Hamburg Amazons |                          | Berlin Kobra Ladies |  | Homefield |
|                 | 7 : 14                       |  |                 |                          |                     |  |           |
|                 |                              |  |                 |                          |                     |  |           |

|                       |                               |  |                     |                          |                   |  |                |
|                       | Nürnberg 14.09.2008 15:00 Uhr |  | Nürnberg Hurricanes | \| \| 19 : 7 \| \| \| \| | Mülheim Shamrocks |  | Waldsportplatz |
| (0:0, 12:0, 7:0, 0:7) | Nürnberg 14.09.2008 15:00 Uhr |  | Nürnberg Hurricanes |                          | Mülheim Shamrocks |  | Waldsportplatz |
|                       | 19 : 7                        |  |                     |                          |                   |  |                |
|                       |                               |  |                     |                          |                   |  |                |

Ladiesbowl XVI
|                          |                                |  |                     |                           |                     |  |               |
|                          | Flensburg 21.09.2008 15:00 Uhr |  | Berlin Kobra Ladies | \| \| 40 : 37 \| \| \| \| | Nürnberg Hurricanes |  | Eckener Platz |
| (7:14, 7:0, 13:15, 13:8) | Flensburg 21.09.2008 15:00 Uhr |  | Berlin Kobra Ladies |                           | Nürnberg Hurricanes |  | Eckener Platz |
|                          | 40 : 37                        |  |                     |                           |                     |  |               |
|                          |                                |  |                     |                           |                     |  |               |